# Paježura
Paježura (Zaglossus) je český rodový název pro skupinu ptakořitných savců, kteří žijí na Nové Guineji. Příslušníci rodu patří mezi vejcorodé savce, do třídy vejcorodí.
Tělo pokrývá řídká hrubá srst a středně dlouhé a úzké bodliny. Čenich zabírá dvě třetiny délky hlavy. 
Paježury jsou noční živočichové. Živí se žížalami a jinými bezobratlými živočichy a jejich larvami.
Jsou známy pouze tři recentní druhy. Dva jsou kriticky ohrožené (CR), jeden je hodnocen jako zranitelný  druh (VU).
Populace jsou ohroženy jednak kácením lesů a zmenšováním vhodného životního prostředí, jednak lovem.
Blízkými příbuznými paježur jsou ježury, které žijí většinou na území Austrálie.

## Druhy
- Paježura Attenboroughova (Zaglossus attenboroughi)
- Paježura Bartonova (Zaglossus bartoni)
- Paježura Bruijnova (Zaglossus bruijni) – největší ptakořitný savec
- Zaglossus robustus †
- Zaglossus hacketti †